# Романов, Владимир (футболист)
Владимир Романов (род. 1943) — советский футболист, защитник и полузащитник. Наиболее известен по выступлению в 1961 за ЦСКА, за который провёл 5 матчей в высшей советской лиге и Кубке СССР, ни один из которых ЦСКА не выиграл. После ЦСКА играл с 1963 по 1965 в низших лигах за серпуховскую «Звезду». В 1966 году был заявлен за действующих чемпионов СССР — «Торпедо» (Москва), но не провёл за торпедовцев ни одного матча, в том же сезоне перейдя в калининскую «Волгу», где провёл 3 сезона. В 1969 играл за калужский «Локомотив» и череповецкий «Металлург». 